# Ulrich's Periodicals Directory
База даних Ulrich's Periodicals Directory американського видавництва Bowker,  є найбільшою базою даних, що описує світовий потік серіальних (періодичних і продовжуваних) видань по всіх тематичних напрямках життєдіяльності.
БД містить описи майже 300 тис. серіальних видань, з яких понад 200 тис. — видання, що виходять на даний час.
Активно використовується науковими установами для проведення НДР з аналізу світового потоку серіальних видань , в довідково-інформаційній роботі та при комплектуванні вхідного потоку періодичних видань та видань.
Тепер він також постачається онлайн як Ulrichsweb, який забезпечує веб-посилання та посилання Z39.50 на бібліотечні каталоги. Онлайн-версія включає понад 300 000 активних і актуальних періодичних видань.

## Історія
Довідник Ulrich's  був опублікований вперше в 1932 р.
Перша назва звучала як «Periodicals Directory: A Classified Guide to a Selected List of Current Periodicals Foreign and Domestic.»  («Довідник з періодичних видань: путівник з класифікацією до списку обраних назв поточних періодичних видань, вітчизняних і зарубіжних»).
З такою назвою довідник витримав три видання, останнє вийшло в 1938 р. В 1943 р. путівник отримав назву 'Ulrich's Periodicals Directory: A Selected Guide to Current Periodicals, Inter-American Edition, у зв’язку з відсутністю інформації про європейську періодику через події Другої світової війни.
З 1943 по 1965 рік видання виходило під назвою Ulrich's Periodicals Directory. Саме ця назва носить зараз онлайнова версія путівника.
З 1988 р. в довідник включають відомості про щорічники і періодичні видання, що виходять нерегулярно.
Можливий пошук за ключовими словами, ISSN, за темою,  назвою журналу, за ключовими словами в заголовку журналу. Є посилання до інших баз даних, що дають можливість перегляду змістів журналів.